# Elecciones al Congreso de los Diputados de abril de 2019 (Teruel)
Las elecciones al Congreso de los Diputados de 2019 se celebraron en la Provincia de Teruel el domingo 28 de abril, como parte de las elecciones generales convocadas por Real Decreto dispuesto el 4 de marzo de 2019 y publicado en el Boletín Oficial del Estado el día siguiente. Se eligieron los 3 diputados del Congreso correspondientes a la circunscripción electoral de Teruel, mediante un sistema proporcional (método d'Hondt) con listas cerradas y un umbral electoral del 3%.

## Resultados
Los comicios depararon 1 escaño al Partido Popular  al Partido Socialista Obrero Español y a Ciudadanos
| Candidatura                                          | Candidatura                                          | Votos   | %                                       | Escaños                                 |
| ---------------------------------------------------- | ---------------------------------------------------- | ------- | --------------------------------------- | --------------------------------------- |
|                                                      | Partido Socialista Obrero Español (PSOE)             | 25 500  | 32,74                                   | 1                                       |
|                                                      | Partido Popular (PP)                                 | 18 521  | 23,78                                   | 1                                       |
|                                                      | Ciudadanos-Partido de la Ciudadanía (Cs)             | 15 378  | 19,74                                   | 1                                       |
| Vox (Vox)                                            | Vox (Vox)                                            | 8305    | 10,66                                   | 0                                       |
| Unidas Podemos (Podemos-IU-Equo)                     | Unidas Podemos (Podemos-IU-Equo)                     | 8236    | 10,57                                   | 0                                       |
| Partido Animalista Contra el Maltrato Animal (PACMA) | Partido Animalista Contra el Maltrato Animal (PACMA) | 448     | 0,58                                    | 0                                       |
| Escaños en Blanco (EB)                               | Escaños en Blanco (EB)                               | 271     | 0,35                                    | 0                                       |
| Recortes Cero-Grupo Verde (R0-GV)                    | Recortes Cero-Grupo Verde (R0-GV)                    | 109     | 0,14                                    | 0                                       |
| Partido Comunista de los Pueblos de España (PCPE)    | Partido Comunista de los Pueblos de España (PCPE)    | 89      | 0,11                                    | 0                                       |
| Por un Mundo Más Justo (PUM+J)                       | Por un Mundo Más Justo (PUM+J)                       | 73      | 0,09                                    | 0                                       |
| PUYALON (PYLN)                                       | PUYALON (PYLN)                                       | 65      | 0,08                                    | 0                                       |
| Muerte al Sistema (+MAS+)                            | Muerte al Sistema (+MAS+)                            | 46      | 0,06                                    | 0                                       |
| Unión de Todos (UDT)                                 | Unión de Todos (UDT)                                 | 28      | 0,04                                    | 0                                       |
| Votos válidos                                        | Votos válidos                                        | 77 069  | 100,00                                  | 3                                       |
| Votos nulos                                          | Votos nulos                                          | 1344    | Participación: · \| \| 77,00 % \| 4,86% | Participación: · \| \| 77,00 % \| 4,86% |
| Votantes                                             | Votantes                                             | 79 238  | Participación: · \| \| 77,00 % \| 4,86% | Participación: · \| \| 77,00 % \| 4,86% |
| Electores                                            | Electores                                            | 102 910 | Participación: · \| \| 77,00 % \| 4,86% | Participación: · \| \| 77,00 % \| 4,86% |
|                                                      | 77,00 %                                              |         |                                         |                                         |

## Diputados electos
Relación de diputados electos:
| N.º | Nombre                           | Lista | Lista |
| --- | -------------------------------- | ----- | ----- |
| 1   | Herminio Sancho Íñiguez          |       | PSOE  |
| 2   | José Alberto Herrero Bono        |       | PP    |
| 3   | Joaquín Francisco Moreno Latorre |       | Cs    |